# Josef Rosenauer (politik)
Josef Moriz Rosenauer (25. července 1835 Český Krumlov – 30. ledna 1910 České Budějovice) byl rakouský politik německé národnosti z Čech, poslanec Českého zemského sněmu.

## Biografie
Byl měšťanem v Českých Budějovicích, členem tamní městské rady. Působil ve funkci čestného hejtmana ostrostřelců a čestného člena spolku veteránů. Od roku 1862 byl i členem spolku Verein für Geschichte der Deutschen in Böhmen.
V 70. letech se zapojil i do vysoké politiky. V zemských volbách v roce 1878 byl zvolen na Český zemský sněm, kde zastupoval kurii městskou, obvod Budějovice. Byl kandidátem tzv. Ústavní strany (liberálně a centralisticky orientovaná, odmítající federalistické aspirace neněmeckých etnik).
Zemřel v lednu 1910.